# 도시마정 (가나가와현)
도시마정(일본어: 豊島町)은 일본 가나가와현 미우라군에 존재했던 정이다. 

## 지리
가나가와현 미우라군 동부의 정이다. 현재 가나가와현 요코스카시 중심부의 동쪽에 인접하여 도쿄만에서 게이큐본선 현립대학역 주변, 요코스카선 기누가사역 부근에 이르는 남북으로 긴 마을 지역으로 현재는 지역으로서의 일체감은 없고, 요코스카시 가미마치에 위치한 요코스카시립 도시마 초등학교에 그 이름을 남기고 있을 뿐이다.

## 역사
- 1889년 4월 1일 - 정촌제 시행에 의해 미우라군 도시마촌이 성립하였다.
- 1903년 10월 1일 - 정으로 승격해 도시마정이 되었다.
- 1906년 12월 5일 - 요코스카정에 편입해, 동일 도시마정은 폐지되었다.

## 교통

### 철도노선
구 도시마정 구역 내에 게이큐 본선 현립대학역과 호리노우치역(개통 초기에는 각각 요코스카공고역, 요코스카호리우치 임시역)이 존재하지만 당시에는 미개통 상태였다. 

## 참고 문헌
- 角川日本地名大辞典編纂委員会,『角川日本地名大辞典 神奈川県』1984, 角川書店